# 荘河市

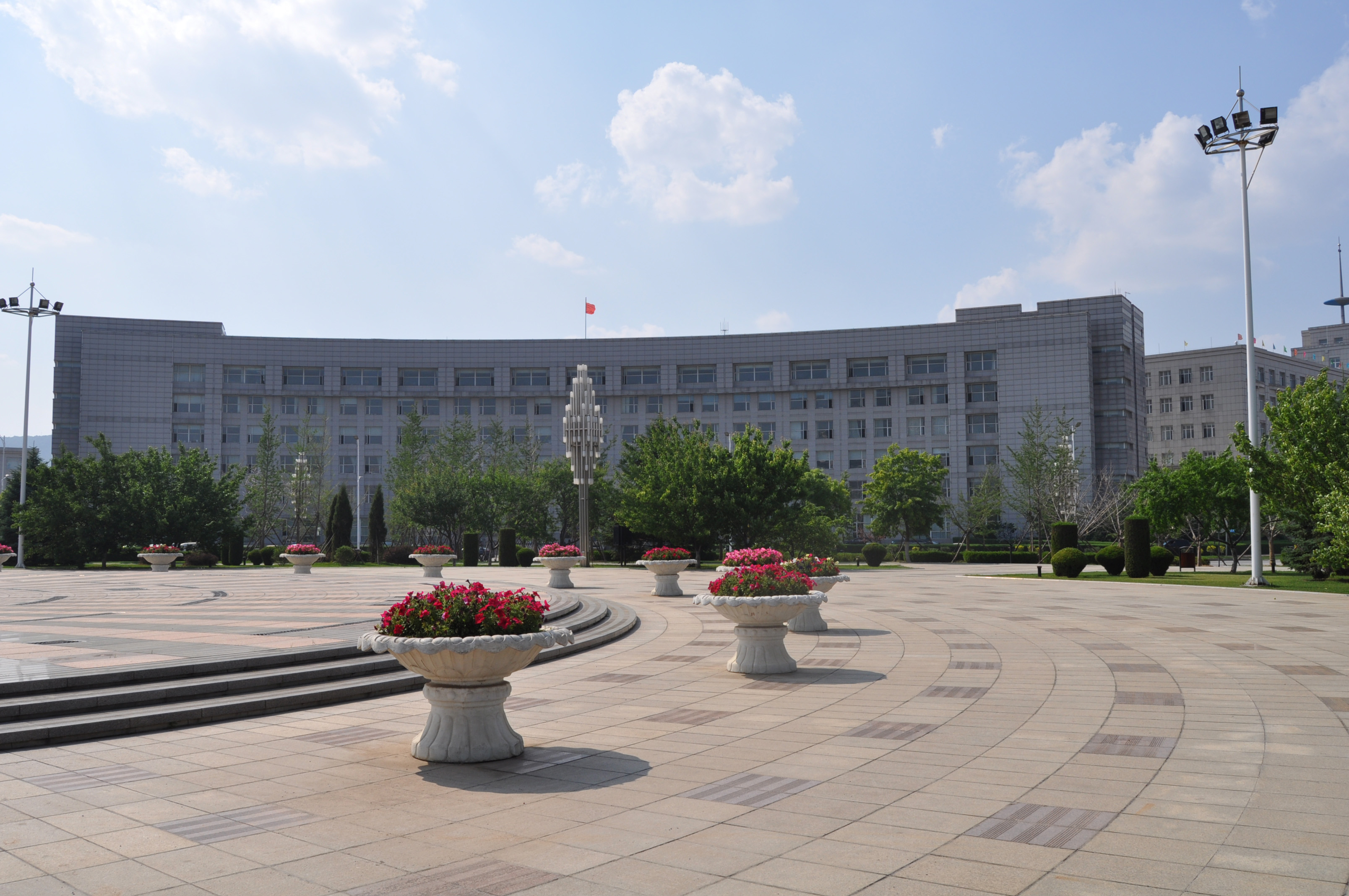
荘河市政府ビル（新華広場）

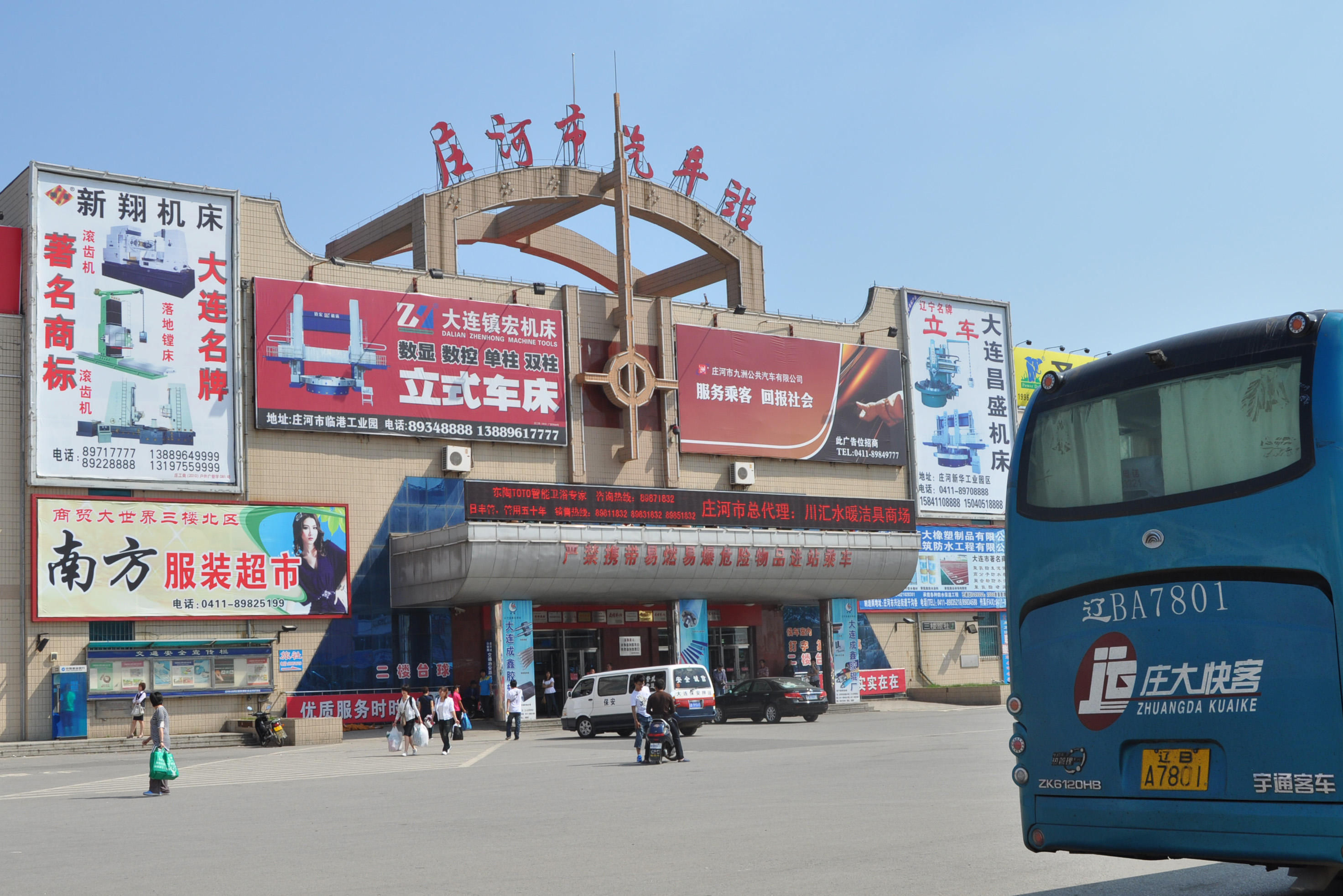
荘河バスステーション（手前は大連～荘河中距離バス）

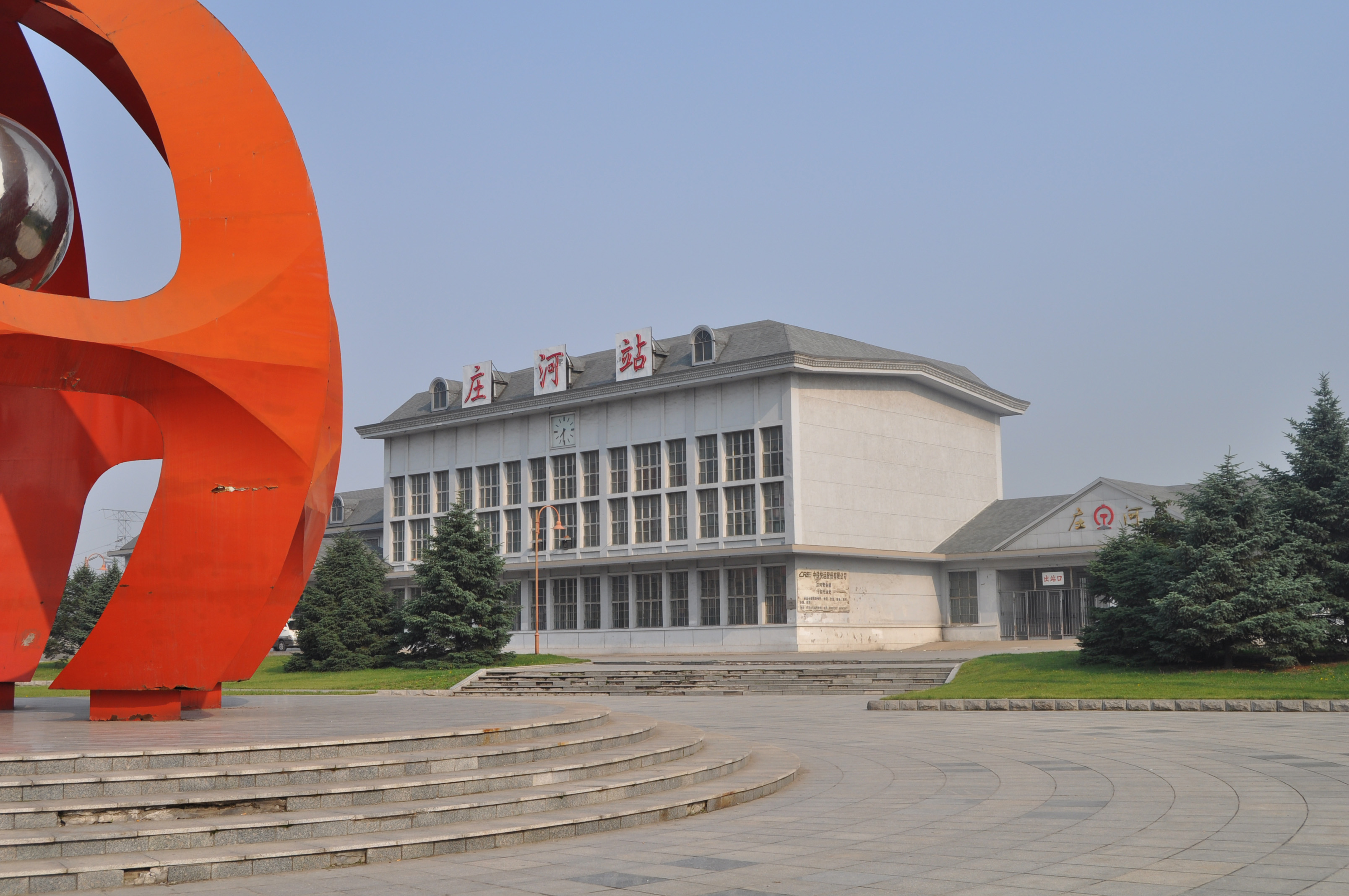
金荘線・荘河駅と駅前広場

荘河市（しょうが-し）は中華人民共和国遼寧省大連市に位置する県級市。普蘭店市（現在の普蘭店区）と瓦房店市と共に「北方三市」と呼ばれ、海岸地域と海域はかつて日清戦争の戦場となった。
2010年4月前後より、市幹部の汚職および再開発計画に反対する農民を中心とする1000人規模のデモが起こっている。それにともない市長が解任されている。

## 地理

### 広袤
荘河市の面積は4113.6平方キロメートルである。広袤（こうぼう）は、北端の仙人洞鎮天門山村から南端の王家鎮東灘村まで約86キロ、西端の荷花山鎮河東村から東端の栗子房鎮大邵村まで約88キロ。
荘河市は中国遼寧省東南部、黄海北岸、遼東半島の東側に位置している。市域を荘河、碧流河、英那河などが流れ、海に向かって北高南低の地勢となっている。大連市の水道はほぼ荘河市のダムから取水している。市内王家島には、絶滅に瀕しているクロツラヘラサギの繁殖地がある。

## 歴史
1906年（光緒32年）10月に設置された荘河庁を前身とする。中華民国が成立すると1913年（民国2年）に荘河県と改称、1992年9月21日に県級市に昇格した。
2002年7月18日に三架山満族郷が仙人洞鎮に、観架山郷が昌盛街道に統合された、2003年6月には長海県より石城列島の石城郷、王家鎮が編入されている。

## 人口
2021年6月8日に公表された第7回国勢調査大連市公報によると、2020年11月1日時点、荘河市の常時居住人口が742496人となり、第6回国勢調査時（2011年）と比べて98825人減った。
荘河市には16の少数民族が居住し、総人口の7.5万人、全市の人口の総計の8.2%を占める。内訳は満族、モンゴル族、回族、朝鮮族、シベ族、チワン族、ミャオ族、ヤオ族、リー族、ダウール族、ウイグル族、タイ族、ジン族、高山族、オロチョン族、エヴェンキ族。そのうち満族、モンゴル族、回族、朝鮮族は多数を占めて、この4つの少数民族の人口は全市の少数民族の総人口90%以上を占める。満族はおよそ7万人、太平嶺、塔嶺、呉炉、青堆、仙人洞などの鎮に居住する。モンゴル族はおよそ200人で、大営、塔嶺鎮に主に居住する。回族はおよそ1,000人で、おもに明陽街道などに居住。朝鮮族は300人前後。おもに桂雲花満族郷に居住する。

## 行政区画
- 街道弁事処：城関街道、新華街道、興達街道、昌盛街道、明陽街道（元明陽鎮・大連花園口経済区）
- 鎮：青堆鎮、徐嶺鎮、黒島鎮、栗子房鎮、大営鎮、塔嶺鎮、仙人洞鎮、蓉花山鎮、長嶺鎮、荷花山鎮、城山鎮、光明山鎮、大鄭鎮、呉炉鎮、王家鎮
- 郷：鞍子山郷、歩雲山郷、蘭店郷、石城郷
- 民族郷：太平嶺満族郷、桂雲花満族郷

| 郷級行政区画 | 村級行政区画 |
| ------------ | --- |
| 城関街道     | 城関社区、広大社区、工会社区、新風社区、東風社区、友誼社区、芙蓉社区、向陽社区、新興社区、巨興社区、黄金社区、水仙社区、財政社区、日新社区、紅崖社区、景泰社区、龍王廟社区、明珠社区、海洋社区 |
| 新華街道     | 範東社区、範西社区、前砲社区、長征社区、紅光社区、站前社区、光明社区、紅巌社区、賽屯社区、明星社区、工人社区、暖水社区、公園社区、小寺社区                                                     |
| 昌盛街道     | 高屯社区、将軍湖社区、打拉腰社区、観駕山社区、張屯社区、市場社区 |
| 興達街道     | 光復社区、勝利社区、躍進社区、新勝社区、前進社区、前茅社区、河西社区、後窯社区、嶺前社区、後砲社区                                                                                             |
| 蘭店郷       | 蘭店農場、石山村、鮑碼村、磨石房村、石灰窯村、金場村、解放村、元和村 |
| 徐嶺鎮       | 楊樹房村、呂屯村、宮窪村、衣屯村、大房身村、双豊村、徐炉村、楊屯村、復興村 |
| 大鄭鎮       | 大鄭村、銀窩村、潘店村、東嶺村、姜窯村、鐘屯村、葛炉村、大林村、高陽村、半拉山村、東房身村、新興村、郭屯村、宋派村、平房村、李屯村、南甸村                                                     |

## 経済

### 工業
荘河市は近年来、産業都市建設のため、再生可能エネルギー発電関連産業誘致を振りかざし、洋上発電をはじめとする各種の再エネ発電に力を入れている。2022年現在、洋上風力発電場の累計設備容量が650MWに達し、東北地方初かつ北中国一の洋上風力発電場として国内外に誇れる。2022年9月8日、設計総設備容量が100MWの遼寧荘河揚水発電所が桂雲花郷で起工式を行われた。2017年に東部の栗子房鎮永記ダムに整備容量10MWの「漁光互補式」水上太陽光発電所が設置された。このほか、再エネ発電の中長期計画には、原子力発電所（栗子房鎮南尖地区、600MW）、水上太陽光発電所（各ダムや干潟）、揚水発電所（城山鎮）、洋上風力発電場（明陽街道沖）などが挙げられている。
伝統工業については主に家具製造・食品加工・機械製造という三つの柱で支えられている。
農業はトウモロコシや稲のなど糧食生産の他にブルーベリー・イチゴ・杏・リンゴなどの果物栽培が盛んでいる。
沿海の砂浜は、小魚、エビ、カニ、貝などを豊富に産出する。ハマグリ、マテガイなどは世界に輸出されている。平成以来は干潟を利用して水産品の養殖がどんどん広がっていて、今は遼寧一の海水養殖規模を有している。

## 交通

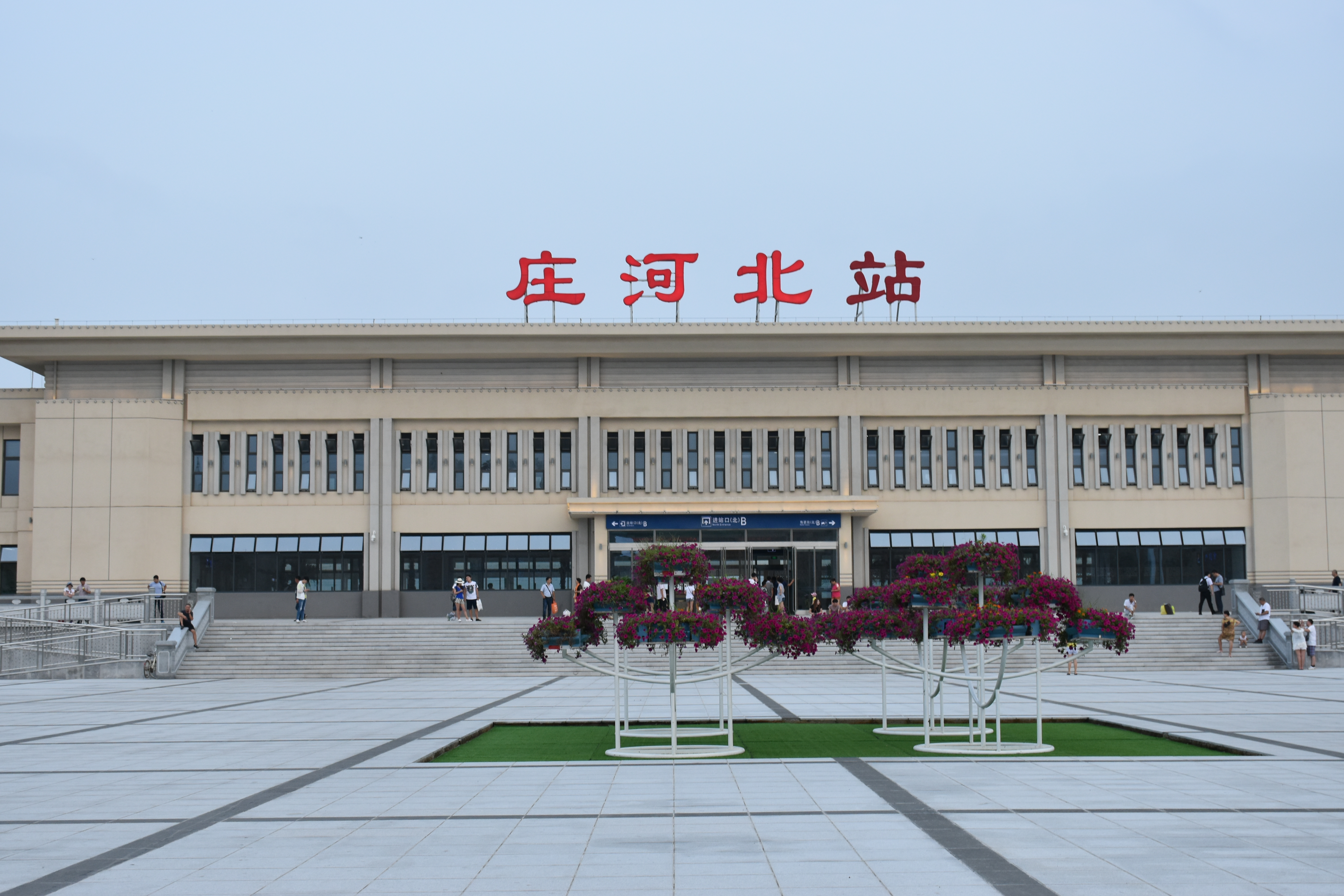
荘河北駅

### 鉄道線
- 中国国家鉄路集団
  - 丹大都市間鉄道（新幹線）

（大連方面）- 花園口駅 - 荘河北駅 - 青堆駅 -（丹東方面）
  - 海荘線（単線非電化、長期不通）

蘭店駅 - 仙人洞駅（未供用）-（岫岩方面）

- 荘河地方鉄路（貨物私鉄）
  - 城荘線（単線非電化、貨物線）（城子坦東方面） - 明陽駅 - 高陽鎮駅 - 大鄭駅 - 荘河駅

### バス路線

#### 市内バス
- 荘河市交通公共汽車有限公司（略称荘河交通、通称交通公交）
  - 103系統　宝峰機械　～　高屯車庫
  - 104系統　蘭店車庫　→　万達広場　→　蘭店車庫
  - 105系統　雲山機械　→　万達広場　→　雲山機械
  - 106系統　旧バスセンター　～　西学園都市（名義上、実際は全便万達止まり）
  - 107系統　旧バスセンター　～　荘河港国際ターミナル
  - 113系統　荘河北駅　～　西学園都市
  - 114系統　毛屯　～　明珠湾一期
  - 117系統　旧バスセンター　～　東学園都市（一部万達止まり）
- 荘河市九洲公共汽車有限公司（略称荘河九洲、通称九洲公交）
  - 101系統　旧バスセンター　～　大亮
  - 102系統
    - みなと線　荘河北駅　～　荘河港国際ターミナル
    - 東大線　荘河北駅　～　東学園都市
    - 海洋線　楊樹房　～　海洋村

  - 108系統　劉屯　～　壱品桃源
  - 109系統　趙屯循環（黄海広場経由）
  - 201系統　旧バスセンター　～　西学園都市
  - 202系統　大唐府　～　博大NC（一部新天地まで延長運転）
  - 111系統　蘭店郷政府　～　重点高校
  - 112系統　宮窪　～　西学園都市（一部重点高校止まり）

#### 農村部路線バス
- 黒島行き
  - 601系統　旧バスセンター　～　瀋屯（北ルート、国道201号鶴大線経由）
  - 602系統　旧バスセンター　～　瀋屯（南ルート、国道228号丹東線経由）

他に花園口・尖山行き、興隆崗行き、長嶺行き、大孤山（東港市）行きや氷峪溝行きなど、15～30分間隔ほど本数の多い路線が存在している。また、個々の集落行きの路線バスが100以上設定されているが、多くは一日10往復以内。

### 道路
丹大高速道路が大連と丹東を結ぶ。花園口・荘河・荘河東インターチェンジなどがある。大連・丹東などから高速バスも運行している。
- 高速道路
  - 鶴大高速道路（丹大高速道路）
  - 荘蓋高速道路
- 国道
  - G201国道（鶴大線）
  - G305国道（荘西線）
  - G228国道（丹東線、中国沿海高等級道路）

### 港湾
- 荘河港 - 正式名称は「大連港荘河港区将軍石作業区」で、地域中核港湾である。港湾に係わる基幹産業として、洋上風力発電所、コールドチェーン物流センター、臨港工業団地などが周辺に集まっている。設計貨物取扱能力は2500万トンで、2022年現在は主に国内雑貨、離島部旅客輸送（石城島、王家島、寿龍島）、洋上風力発電設備輸送などを扱っている。将来、韓国のインチョン・ピョンテクやの日本の舞鶴などに通航する計画がある。韓国側とは現在談合中。
- 黒島港 - 正式名称は「大連港荘河港区黒島作業区」で、国電荘河火力発電所の石炭輸送用埠頭。荘河最大級の係留施設として、30000トン級の埠頭を有している。
- 河門漁港 - 青堆湾の中核漁港。

## 観光
- 氷峪溝（ピンユーコウ）：大連の小桂林
- 銀沙灘国家森林公園
- 歩雲山（大連市の最高峰1130m）、歩雲山温泉
- 観架山、玉皇廟
- 元宵節の荘河属相灯

## 教育

### 高等教育機関
- 遼寧師範大学海華学院（私立大学、通称遼師海華）（公式ホームページ）
- 大連工業大学芸術與信息工程学院（私立大学、通称工大芸信）（公式ホームページ）

高等教育機関誘致のため、近郊の昌盛街道張屯社区と蘭店郷磨石房村大亮にそれぞれ学園都市が建設された。2022年現在、西学園都市に遼師海華と工大芸信の2019・2021・2022年度入学生が入居し、東学園都市に同大学の2020年度入学生が入居している。また、瀋陽市にある遼寧中医薬大学杏林学院（私立大学、通称遼中医杏林）が荘河東学園都市に移転する意向を明らかにした。

### 高等学校
- 荘河市高級中学（地元TOP1の名門校、通称重点高中）
- 荘河市第二高級中学
- 荘河市第三高級中学（大鄭鎮）
- 荘河市第四高級中学
- 荘河市第五高級中学（青堆鎮）
- 荘河市第六高級中学
- 大連海華高級中学（私立学園）

## 健康・医療・衛生
- 庄河市中心医院
- 庄河市中医院
- 庄河市第二人民医院

## ギャラリー

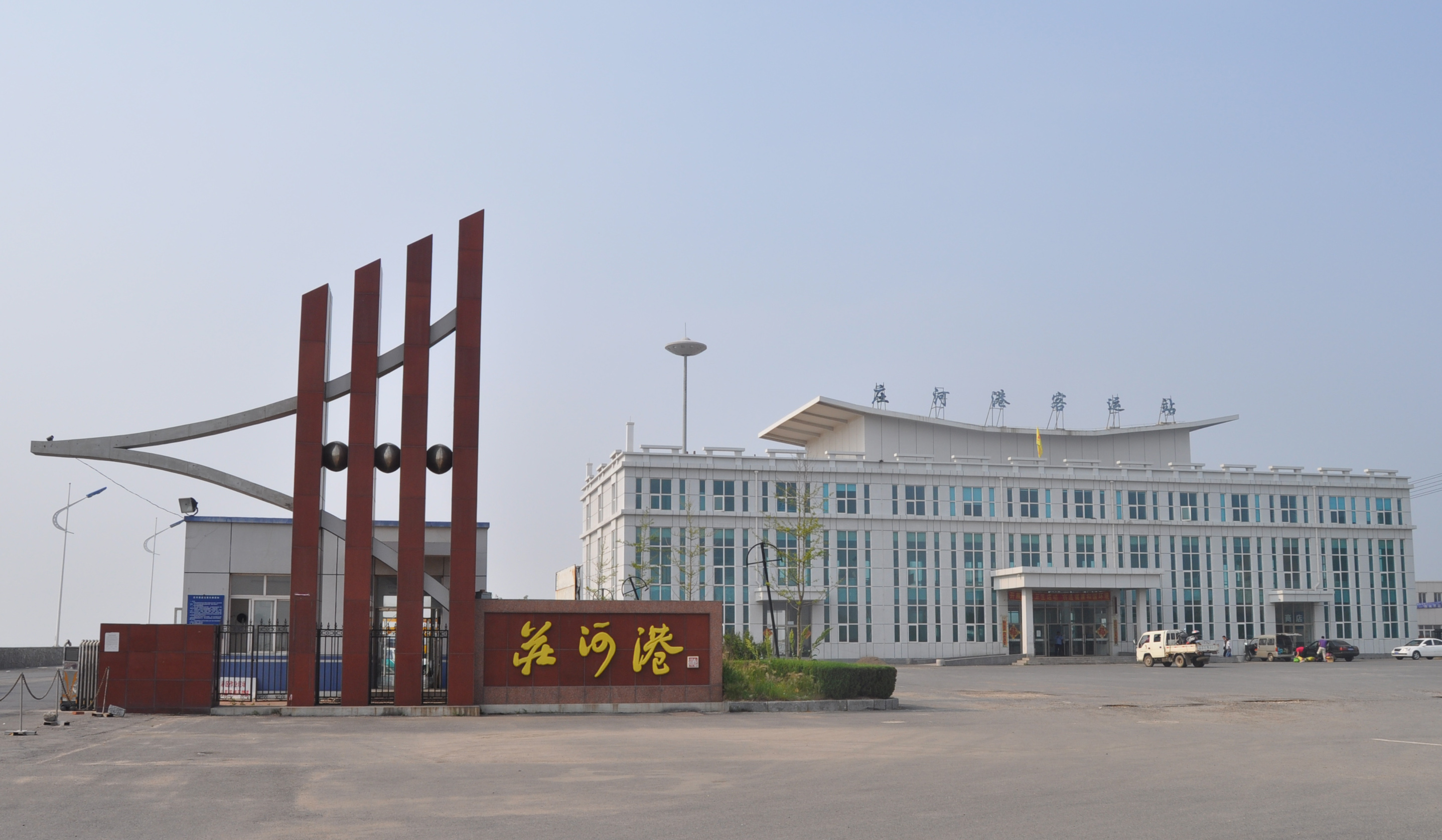
荘河港入口（左）と旅客ターミナル（右）
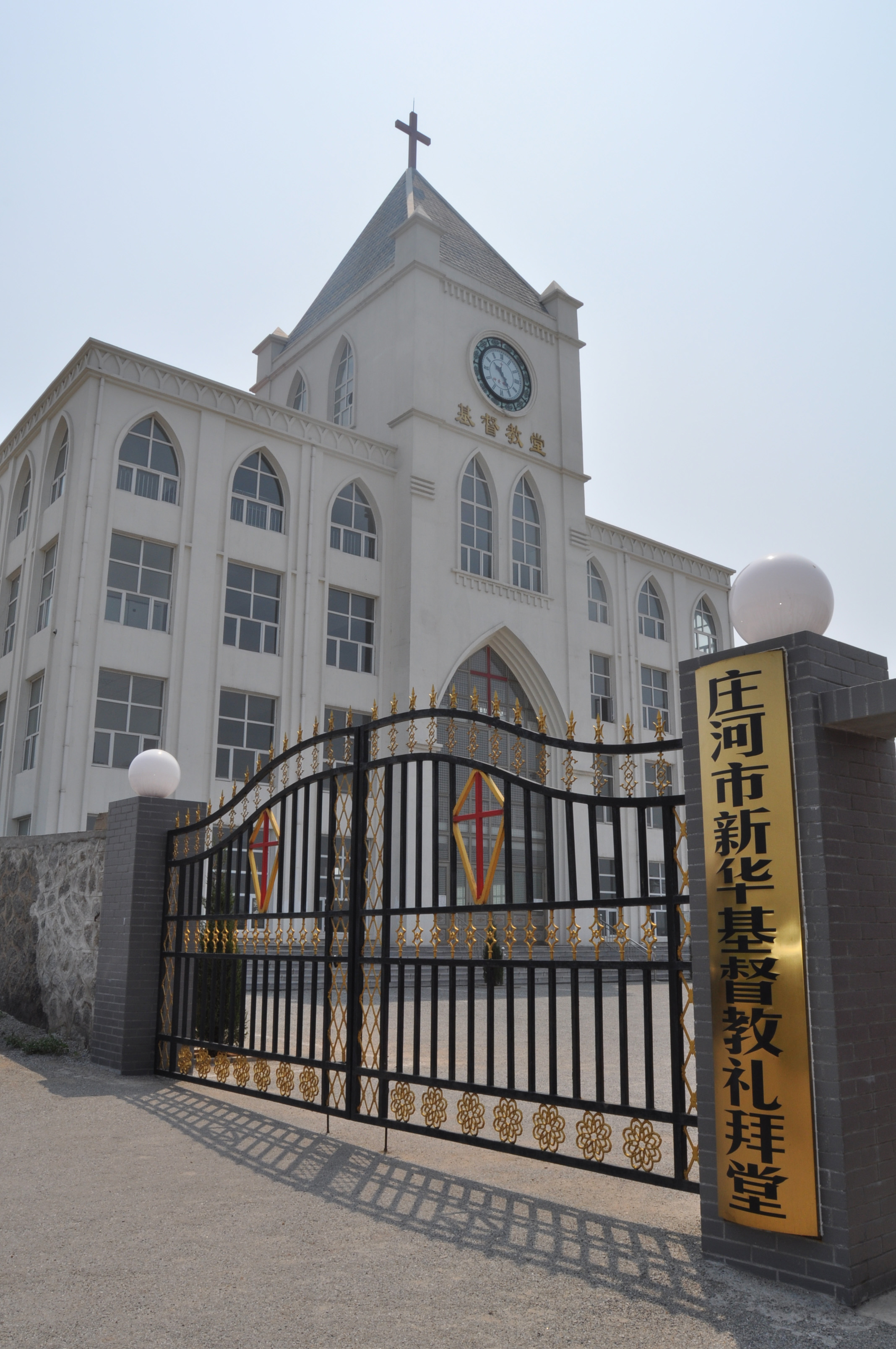
荘河市新華プロテスタント教会
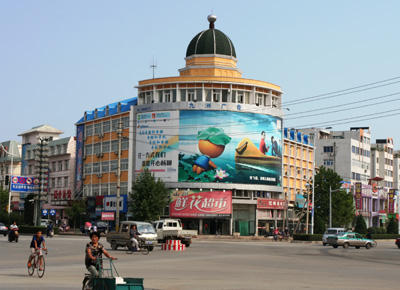
荘河市の繁華街